# Kategorie (filozofie)
Kategorie (řecky κατηγορία katégoria obvinění, ale také výpověď, predikát; latinsky categoria hlavní výpověď) označuje ve filosofii základní pojem, z něhož lze všechny ostatní pojmy odvodit anebo pod nějž je lze aspoň zařadit.

## Kategorie u Aristotela a ve scholastice
Aristotelés se táže: Které jsou nejvyšší rody pojmů, které vypovídáme o věcech? Tyto rody nazývá kategoriemi. Podle Aristotela všechno, co se vypovídá o některé věci, náleží do jedné z deseti kategorií. Kategorie u něj však nejsou pouze způsoby výpovědi, ale také způsoby bytí.
První kategorií je podstata, zbylých devět jsou případky čili akcidenty. U podstaty pak Aristotelés rozlišuje tzv. první a druhou podstatu. První podstatou je individuální podstata (tj. tento člověk zde), druhou pak esence první podstaty, tedy druh, k němuž tato individuální podstata náleží (např. tento Pavel je člověk).
Kromě těchto kategorií však existují predikáty, které je přesahují čili transcendují; ty se nazývají transcendentálie. Těmito čtyřmi transcendentáliemi jsou jedno, pravdivé, dobré a krásné. Mezi kategoriemi a transcendentáliemi je následující rozdíl:
1. Kategorie jsou abstraktní, odhlížejí od rozdílů, které existují mezi věcmi, které se označují; o věcech vypovídají jednoznačně.
2. Transcendentálie od rozdílu mezi popisovanými věcmi odhlížet nemohou. Nevypovídají o věcech jednoznačně, ale protože náležejí všem, nelze od nich odhlédnout, jsou analogické vůči podstatě.

Aristotelovy kategorie měly nesmírný vliv na celé dějiny filosofie.

## Kategorie u Kanta
Současné užití pojmu kategorie vychází především z filosofie Immanuela Kanta a německého idealismu. Kategorie se chápou jako třídy, do nichž lze libovolné pojmy řadit. (Tabulka je podle Kantovy Kritiky čistého rozumu, str. A 181)